# Saison 2022 du Liberty de New York
La saison 2022 du Liberty de New York est la 26e saison de la franchise en WNBA.

## Draft
| Tour | Choix | Joueur        | Poste | Nationalité | Provenance        |
| ---- | ----- | ------------- | ----- | ----------- | ----------------- |
| 1    | 5     | Nyara Sabally | C     | Allemagne   | Ducks de l'Oregon |
| 3    | 29    | Sika Koné     | C     | Mali        | Mali              |

## Matchs

### Pré-saison
| Pré-saison Total: 0-0 (Domicile : 0-0; Extérieur : 0-0) |

| Match | Date match | Équipe     | Score   | Meilleur marqueur | Meilleur rebondeur | Meilleur passeur | Lieux Spectateurs | Série |
| ----- | ---------- | ---------- | ------- | ----------------- | ------------------ | ---------------- | ----------------- | ----- |
| 1     | 30 avril   | Washington | Annuler | Annuler           | Annuler            | Annuler          | Barclays Center   | 0 - 0 |

### Saison régulière
| Saison régulière Total: 16-20 (Domicile : 9-9; Extérieur : 7-11) |

| Match | Date match | Équipe      | Score        | Meilleur marqueur    | Meilleur rebondeur  | Meilleur passeur    | Lieux Spectateurs           | Série |
| ----- | ---------- | ----------- | ------------ | -------------------- | ------------------- | ------------------- | --------------------------- | ----- |
| 1     | 7 mai      | Connecticut | V 81-79      | Sabrina Ionescu (25) | Natasha Howard (6)  | Sabrina Ionescu (6) | Barclays Center 6 829       | 1 - 0 |
| 2     | 11 mai     | @ Chicago   | D 50-83      | Han Xu (10)          | Dolson, Ionescu (6) | Betnijah Laney (6)  | Wintrust Arena 4 935        | 1 - 1 |
| 3     | 13 mai     | Indiana     | D 86-92 (OT) | Sabrina Ionescu (31) | Natasha Howard (9)  | Sabrina Ionescu (7) | Barclays Center 3 289       | 1 - 2 |
| 4     | 15 mai     | Dallas      | D 71-81      | Sabrina Ionescu (17) | Natasha Howard (8)  | Sabrina Ionescu (6) | Barclays Center 3 095       | 1 - 3 |
| 5     | 17 mai     | Connecticut | D 65-92      | Betnijah Laney (16)  | Stefanie Dolson (7) | Sabrina Ionescu (4) | Barclays Center 3 054       | 1 - 4 |
| 6     | 24 mai     | @ Minnesota | D 78-84      | Natasha Howard (23)  | Sabrina Ionescu (9) | Sami Whitcomb (9)   | Target Center 6 104         | 1 - 5 |
| 7     | 27 mai     | @ Seattle   | D 71-79      | Natasha Howard (19)  | Natasha Howard (9)  | Sami Whitcomb (8)   | Climate Pledge Arena 10 001 | 1 - 6 |
| 8     | 29 mai     | @ Seattle   | D 61-92      | Han Xu (13)          | Han Xu (8)          | Sabrina Ionescu (4) | Climate Pledge Arena 10 228 | 1 - 7 |

| Match | Date match | Équipe        | Score        | Meilleur marqueur    | Meilleur rebondeur     | Meilleur passeur        | Lieux Spectateurs                    | Série  |
| ----- | ---------- | ------------- | ------------ | -------------------- | ---------------------- | ----------------------- | ------------------------------------ | ------ |
| 9     | 1er juin   | Indiana       | V 87-74      | Sabrina Ionescu (23) | Stefanie Dolson (8)    | Stefanie Dolson (7)     | Barclays Center 4 079                | 2 - 7  |
| 10    | 3 juin     | @ Washington  | V 74-70      | Sabrina Ionescu (24) | Stefanie Dolson (8)    | Crystal Dangerfield (4) | Entertainment and Sports Arena 3 857 | 3 - 7  |
| 11    | 5 juin     | Minnesota     | D 77-84      | Sabrina Ionescu (31) | Michaela Onyenwere (6) | Sabrina Ionescu (7)     | Barclays Center 4 119                | 3 - 8  |
| 12    | 7 juin     | Minnesota     | V 88-69      | Sabrina Ionescu (26) | Sabrina Ionescu (8)    | Sabrina Ionescu (8)     | Barclays Center 3 196                | 4 - 8  |
| 13    | 10 juin    | @ Indiana     | V 97-83      | Natasha Howard (25)  | Natasha Howard (10)    | Sabrina Ionescu (7)     | Indiana Farmers Coliseum 1 393       | 5 - 8  |
| 14    | 12 juin    | Chicago       | D 86-88      | Sabrina Ionescu (27) | Sabrina Ionescu (13)   | Sabrina Ionescu (12)    | Barclays Center 4 810                | 5 - 9  |
| 15    | 16 juin    | Washington    | V 77-65      | Natasha Howard (27)  | Natasha Howard (9)     | Sabrina Ionescu (9)     | Barclays Center 4 168                | 6 - 9  |
| 16    | 19 juin    | Seattle       | D 72-81      | Marine Johannès (23) | Natasha Howard (11)    | Sabrina Ionescu (10)    | Barclays Center 6 859                | 6 - 10 |
| 17    | 22 juin    | @ Connecticut | V 81-77      | Stefanie Dolson (16) | Sabrina Ionescu (11)   | Sabrina Ionescu (6)     | Mohegan Sun 4 652                    | 7 - 10 |
| 18    | 24 juin    | @ Atlanta     | V 89-77      | Sabrina Ionescu (21) | Natasha Howard (10)    | Sabrina Ionescu (8)     | Gateway Center Arena 2 697           | 8 - 10 |
| 19    | 30 juin    | Atlanta       | D 81-92 (OT) | Stefanie Dolson (20) | Sabrina Ionescu (13)   | Sabrina Ionescu (7)     | Barclays Center 6 161                | 8 - 11 |

| Match                   | Date match | Équipe        | Score     | Meilleur marqueur    | Meilleur rebondeur   | Meilleur passeur        | Lieux Spectateurs          | Série   |
| ----------------------- | ---------- | ------------- | --------- | -------------------- | -------------------- | ----------------------- | -------------------------- | ------- |
| 20                      | 3 juillet  | @ Los Angeles | D 74-84   | Marine Johannès (17) | Sabrina Ionescu (9)  | Sabrina Ionescu (8)     | Crypto.com Arena 5 436     | 8 - 12  |
| 21                      | 6 juillet  | @ Las Vegas   | V 116-107 | Sabrina Ionescu (31) | Sabrina Ionescu (13) | Sabrina Ionescu (10)    | Michelob Ultra Arena 8 405 | 9 - 12  |
| 22                      | 7 juillet  | @ Phoenix     | D 81-84   | Sabrina Ionescu (22) | Sabrina Ionescu (10) | Marine Johannès (6)     | Footprint Center 6 158     | 9 - 13  |
| WNBA All-Star Game 2022 |            |               |           |                      |                      |                         |                            |         |
| 23                      | 12 juillet | Las Vegas     | D 101-107 | Sabrina Ionescu (27) | Natasha Howard (11)  | Ionescu, Johannès (5)   | Barclays Center 5 201      | 9 - 14  |
| 24                      | 14 juillet | Las Vegas     | D 74-108  | Natasha Howard (19)  | Natasha Howard (9)   | Sabrina Ionescu (6)     | Barclays Center 9 896      | 9 - 15  |
| 25                      | 19 juillet | @ Connecticut | D 63-82   | Sabrina Ionescu (13) | Stefanie Dolson (6)  | Sabrina Ionescu (4)     | Mohegan Sun Arena 6 288    | 9 - 16  |
| 26                      | 21 juillet | @ Washington  | D 69-78   | Natasha Howard (17)  | Natasha Howard (10)  | Crystal Dangerfield (5) | Capital One Arena 7 431    | 9 - 17  |
| 27                      | 23 juillet | Chicago       | V 83-80   | Sabrina Ionescu (17) | Natasha Howard (10)  | Sabrina Ionescu (9)     | Barclays Center 6 926      | 10 - 17 |
| 28                      | 29 juillet | @ Chicago     | D 81-89   | Sabrina Ionescu (16) | Natasha Howard (10)  | Sabrina Ionescu (6)     | Wintrust Arena 6 924       | 10 - 18 |
| 29                      | 31 juillet | Phoenix       | V 89-69   | Natasha Howard (23)  | Natasha Howard (12)  | Sabrina Ionescu (16)    | Barclays Center 6 433      | 11 - 18 |

| Match | Date match | Équipe      | Score    | Meilleur marqueur        | Meilleur rebondeur   | Meilleur passeur         | Lieux Spectateurs          | Série   |
| ----- | ---------- | ----------- | -------- | ------------------------ | -------------------- | ------------------------ | -------------------------- | ------- |
| 30    | 2 août     | Los Angeles | V 102-73 | Sabrina Ionescu (31)     | Natasha Howard (11)  | Han Xu (8)               | Barclays Center 4 891      | 12 - 18 |
| 31    | 3 août     | Los Angeles | V 64-61  | Sabrina Ionescu (20)     | Dolson, Ionescu (8)  | Sabrina Ionescu (6)      | Barclays Center 5 315      | 13 - 18 |
| 32    | 6 août     | @ Phoenix   | D 62-76  | Sabrina Ionescu (20)     | Stefanie Dolson (7)  | Sabrina Ionescu (5)      | Footprint Center 11 724    | 13 - 19 |
| 33    | 8 août     | @ Dallas    | D 77-86  | Sabrina Ionescu (32)     | Sabrina Ionescu (7)  | Sabrina Ionescu (4)      | College Park Center 3 036  | 13 - 20 |
| 34    | 10 août    | @ Dallas    | V 91-73  | Sami Whitcomb (15)       | Sabrina Ionescu (9)  | Sabrina Ionescu (7)      | College Park Center 3 795  | 14 - 20 |
| 35    | 12 août    | @ Atlanta   | V 80-70  | Crystal Dangerfield (18) | Natasha Howard (12)  | Dangerfield, Ionescu (6) | Gateway Center Arena 3 138 | 15 - 20 |
| 36    | 14 août    | Atlanta     | V 87-83  | Howard, Johannes (18)    | Stefanie Dolson (12) | Sabrina Ionescu (7)      | Barclays Center 7 561      | 16 - 20 |

### Playoffs
| Playoffs Total: 1-2 (Domicile : 1-1; Extérieur : 0-1) |

| Match | Date match | Équipe    | Score    | Meilleur marqueur    | Meilleur rebondeur  | Meilleur passeur      | Lieux Spectateurs     | Série |
| ----- | ---------- | --------- | -------- | -------------------- | ------------------- | --------------------- | --------------------- | ----- |
| 1     | 17 août    | @ Chicago | V 98-91  | Howard, Ionescu (22) | Trois joueuses (7)  | Marine Johannès (7)   | Wintrust Arena 7 524  | 1 - 0 |
| 2     | 17 août    | @ Chicago | D 62-100 | Onyenwere, Xu (10)   | Ionescu, Xu (5)     | Quatre joueuses (3)   | Wintrust Arena 7 732  | 1 - 1 |
| 3     | 23 août    | Chicago   | D 72-90  | Betnijah Laney (15)  | Natasha Howard (11) | Ionescu, Johannès (4) | Barclays Center 7 837 | 1 - 2 |

### Confrontations en saison régulière
| Conférence Est | Conférence Est                            | Conférence Est                            | Conférence Est                            | Conférence Est                            | Conférence Ouest                          | Conférence Ouest                          | Conférence Ouest                          | Conférence Ouest                          | Conférence Ouest                          |
| Équipe         | Domicile                                  | Domicile                                  | Extérieur                                 | Extérieur                                 | Équipe                                    | Domicile                                  | Domicile                                  | Extérieur                                 | Extérieur                                 |
| -------------- | ----------------------------------------- | ----------------------------------------- | ----------------------------------------- | ----------------------------------------- | ----------------------------------------- | ----------------------------------------- | ----------------------------------------- | ----------------------------------------- | ----------------------------------------- |
| Atlanta        | 81-92                                     | 87-83                                     | 89-77                                     | 80-70                                     | Dallas                                    | 71-81                                     |                                           | 77-86                                     | 91-73                                     |
| Chicago        | 86-88                                     | 83-80                                     | 50-83                                     | 81-89                                     | Las Vegas                                 | 101-107                                   | 74-108                                    | 116-107                                   |                                           |
| Connecticut    | 81-79                                     | 65-92                                     | 81-77                                     | 63-82                                     | Los Angeles                               | 102-73                                    | 64-61                                     | 74-84                                     |                                           |
| Indiana        | 86-92                                     | 87-74                                     | 97-83                                     |                                           | Minnesota                                 | 77-84                                     | 88-69                                     | 78-84                                     |                                           |
|                |                                           |                                           |                                           |                                           | Phoenix                                   | 89-69                                     |                                           | 81-84                                     | 62-76                                     |
| Washington     | 77-65                                     |                                           | 74-70                                     | 69-78                                     | Seattle                                   | 72-81                                     |                                           | 71-79                                     | 71-79                                     |
| Conférence     | 10-8 (Domicile : 5-4; Extérieur : 5-4)    | 10-8 (Domicile : 5-4; Extérieur : 5-4)    | 10-8 (Domicile : 5-4; Extérieur : 5-4)    | 10-8 (Domicile : 5-4; Extérieur : 5-4)    | Conférence                                | 6-12 (Domicile : 4-5; Extérieur : 2-7)    | 6-12 (Domicile : 4-5; Extérieur : 2-7)    | 6-12 (Domicile : 4-5; Extérieur : 2-7)    | 6-12 (Domicile : 4-5; Extérieur : 2-7)    |
| Total          | 16-20 (Domicile : 10-8; Extérieur : 6-12) | 16-20 (Domicile : 10-8; Extérieur : 6-12) | 16-20 (Domicile : 10-8; Extérieur : 6-12) | 16-20 (Domicile : 10-8; Extérieur : 6-12) | 16-20 (Domicile : 10-8; Extérieur : 6-12) | 16-20 (Domicile : 10-8; Extérieur : 6-12) | 16-20 (Domicile : 10-8; Extérieur : 6-12) | 16-20 (Domicile : 10-8; Extérieur : 6-12) | 16-20 (Domicile : 10-8; Extérieur : 6-12) |

## Classements
| Classement | Classement                | Classement | Classement | Classement | Classement | Classement | Classement |
| No         | Franchise                 | Vic.       | Def.       | MJ         | V/D        | GB         |            |
| ---------- | ------------------------- | ---------- | ---------- | ---------- | ---------- | ---------- | ---------- |
| 1          | x - Aces de Las Vegas     | 26         | 10         | 36         | .722       | -          |            |
| 2          | x - Sky de Chicago        | 26         | 10         | 36         | .722       | -          |            |
| 3          | x - Sun du Connecticut    | 25         | 11         | 36         | .694       | 1          |            |
| 4          | x - Storm de Seattle      | 22         | 14         | 36         | .611       | 4          |            |
| 5          | x - Mystics de Washington | 22         | 14         | 36         | .611       | 4          |            |
| 6          | x - Wings de Dallas       | 18         | 18         | 36         | .500       | 8          |            |
| 7          | x - Liberty de New York   | 16         | 20         | 36         | .444       | 10         |            |
| 8          | x - Mercury de Phoenix    | 15         | 21         | 36         | .417       | 11         |            |
|            |                           |            |            |            |            |            |            |
| 9          | o - Lynx du Minnesota     | 14         | 22         | 36         | .389       | 12         |            |
| 10         | o - Dream d'Atlanta       | 14         | 22         | 36         | .389       | 12         |            |
| 11         | o - Sparks de Los Angeles | 13         | 23         | 36         | .361       | 13         |            |
| 12         | o - Fever de l'Indiana    | 5          | 31         | 36         | .139       | 21         |            |

| 1 | Sky de Chicago        | 9 | 1 | 10 | +82 |
| 2 | Liberty de New York   | 6 | 4 | 10 | -4  |
| 3 | Sun du Connecticut    | 5 | 5 | 10 | +37 |
| 4 | Mystics de Washington | 5 | 5 | 10 | +17 |
| 5 | Dream d'Atlanta       | 3 | 7 | 10 | -49 |
| 6 | Fever de l'Indiana    | 2 | 8 | 10 | -83 |

Playoffs
|  | Premier tour | Premier tour        | Premier tour       |                    |                    | Demi-finales      | Demi-finales | Demi-finales |  |  | Finale | Finale            | Finale |
|  |              |                     |                    |                    |                    |                   |              |              |  |  |        |                   |        |
|  | 1            | Aces de Las Vegas   | 2                  |                    |                    |                   |              |              |  |  |        |                   |        |
|  | 8            | Mercury de Phoenix  | 0                  |                    |                    |                   |              |              |  |  |        |                   |        |
|  | 8            | Mercury de Phoenix  | 0                  |                    | 1                  | Aces de Las Vegas | 3            |              |  |  |        |                   |        |
|  |              |                     |                    |                    | 1                  | Aces de Las Vegas | 3            |              |  |  |        |                   |        |
|  |              | 4                   | Storm de Seattle   | 1                  |                    |                   |              |              |  |  |        |                   |        |
|  | 4            | 4                   | Storm de Seattle   | 1                  | Storm de Seattle   | 2                 |              |              |  |  |        |                   |        |
|  | 4            |                     |                    |                    | Storm de Seattle   | 2                 |              |              |  |  |        |                   |        |
|  | 5            | Mystics Washington  | 0                  |                    |                    |                   |              |              |  |  |        |                   |        |
|  |              |                     |                    |                    |                    |                   |              |              |  |  | 1      | Aces de Las Vegas | 3      |
|  |              |                     | 3                  | Sun du Connecticut | 1                  |                   |              |              |  |  |        |                   |        |
|  | 2            | Sky de Chicago      | 2                  |                    |                    |                   |              |              |  |  |        |                   |        |
|  | 7            | Liberty de New York | 1                  |                    |                    |                   |              |              |  |  |        |                   |        |
|  | 7            | Liberty de New York | 1                  |                    | 2                  | Sky de Chicago    | 2            |              |  |  |        |                   |        |
|  |              |                     |                    |                    | 2                  | Sky de Chicago    | 2            |              |  |  |        |                   |        |
|  |              | 3                   | Sun du Connecticut | 3                  |                    |                   |              |              |  |  |        |                   |        |
|  | 3            | 3                   | Sun du Connecticut | 3                  | Sun du Connecticut | 2                 |              |              |  |  |        |                   |        |
|  | 3            |                     |                    |                    | Sun du Connecticut | 2                 |              |              |  |  |        |                   |        |
|  | 6            | Wings de Dallas     | 1                  |                    |                    |                   |              |              |  |  |        |                   |        |